# アルヴィンド・ケジリワル
アルヴィンド・ケジリワル（英語: Arvind Kejriwal、1968年8月16日 - ）は、インドの政治家。デリー首都圏首相を務めた。

## 経歴
1968年ハリヤーナー州シワニ生まれ。インド工科大学カラグプル校にて機械工学の学位を修得。卒業後、インド国税庁にて税務署職員として勤務する。税務署職員辞任後は社会運動家として活動、アンナ・ハザレの反汚職運動（2011年インドの反汚職運動、2012年インドの反汚職運動）に参加し、アーム・アードミ党を結成した。
2013年12月にデリー首都圏で行われた選挙で「汚職根絶」を掲げデリー首都圏首相に就任したが、2014年2月14日議会が汚職防止法案を否決したことに抗議するため、辞任した。デリー首都圏首相在任中は「汚職撲滅ホットライン」を設置した。この「汚職撲滅ホットライン」の受付時間は午前8時から午後10時までで、公務員が賄賂を要求してきた場合の対応を助言する。
その後2015年2月7日にデリー首都圏で行われた選挙（2015年デリー首都圏選挙）において自らが党首を務めるアーム・アードミ党が全70議席中67議席を獲得し躍進しケジリワルは再び首都圏首相に就任する事になった。2020年2月8日の選挙でアーム・アードミ党はデリー議会において62議席を獲得し、3期目の政権を担うこととなり、ケジリワルは首相として3期目に入った。
2024年総選挙を目前に控えた2024年3月21日に酒類販売政策を巡る汚職に関与した疑いで捜査当局に逮捕された。刑務所に約5カ月間勾留された後に9月13日に保釈が認められ、9月15日に首相辞任を表明した。
なお、2006年にはマグサイサイ賞を受賞し、2014年にはタイム100に選ばれている。

## 生い立ちとキャリア
ケジリワルは、1968年8月16日、インドのハリヤナ州ビワニ県シワニのアグラワル家に、ゴビン・ラム・ケジリワルとギタ・デヴィの3人の子供の長男として生まれた。父親は電気技師で、メスラのビルラ工科大学を卒業した。ケジリワルは幼少期のほとんどをソニパット、ガーズィヤーバード、ヒサールといった北インドの町で過ごした。
1985年、インド工科大学の共通入学試験（IIT-JEE）を受験し、全インドランク（AIR）563点を獲得、インド工科大学カラグプル校に入学した。その後、同大学にて機械工学の学位を取得。
1989年にタタ・スチールに入社し、ビハール州のジャムシェドプルに赴任した。1992年、公務員試験受験のため休職し、退職した。カルカッタ（現在のコルカタ）でしばらく過ごす中で、マザー・テレサと出会い、神の愛の宣教者会や北東インドのラマクリシュナ・ミッション、ネール・ユヴァ・ケンドラでボランティア活動を行った。
公務員試験で資格を取得した後、1995年にインド国税庁（IRS）に所得税部門のアシスタント・コミッショナーとして入庁した。 2006年2月、ニューデリーの所得税部門のジョイント・コミッショナーの職を辞した。
2012年、アーム・アードミ党を立ち上げ、2013年のデリー立法議会選挙で勝利した。現在に至るまで、アーム・アードミ党の指導者として活動している。

## 活動

### パリバルタンとカビール
1999年12月、ケジリワル、マニッシュ・シソディアらは、国税庁在職中に、デリーのスンダル・ナガル地区でパリバルタン（「変化」を意味する）と名付けた運動を始めた。その1ヶ月後の2000年1月、ケジリワルはパリバルタンに専念するため休職した。
パリバルタンは、公共配給システム（PDS）、公共事業、社会福祉制度、所得税、電力に関する市民の苦情を取り上げていた。登録されたNGOではなく、個人の寄付で運営され、メンバーによってジャン・アンドラン（「民衆運動」）と位置付けられていた。その後、2005年にケジリワルとシソディアは、中世の哲学者カビールの名を冠した登録NGO、カビールを立ち上げた。パリバルタンと同様に、カビールも情報公開（RTI）と参加型の運営に重点を置いていた。ただし、パリバルタンとは異なり、組織的な寄付を受け入れていた。ケジリワルによれば、カビールは主にシソディアによって運営されていたという。
2000年、パリバルタンは所得税部門の公的取引の透明性を要求する公益訴訟（PIL）を起こし、また首席長官のオフィスの前でサティヤーグラハを組織した。ケジリワルと他の活動家も電力部門の前に陣取り、訪問者に賄賂を払わないよう求め、無料で仕事ができるよう協力すると申し出た。
2001年、デリー政府は州レベルの情報公開法（RTI Act）を制定し、市民が少額の手数料で政府の記録にアクセスできるようにした。これを受けて、パリバルタンはRTIを利用し、人々が賄賂を支払うことなく政府部門で仕事を成し遂げられるよう支援した。2002年には、この地域の68の公共事業に関する公式報告書を入手、地域主導の監査を行い、64の事業での700万ルピー相当の不正流用を明らかにした。2002年12月14日、パリバルタンはジャン・スンバイ（公開ヒアリング）を開催し、市民は地元で開発が進んでいないことについて公務員や指導者の責任を追及した。
2003年（及び2008年）、パリバルタンは、配給所の業者が役人と結託して補助金としての食料穀物を吸い上げていたというPDS詐欺を暴露した。2004年、パリバルタンはRTIを利用し、上水道の民営化についての政府当局と世界銀行とのやり取りの記録にアクセスした。ケジリワルらは、このプロジェクトにかかる巨額の費用に疑問を呈し、水道料金の10倍もの値上げが行われようとしており、事実上都市の貧困層への水供給が絶たれることになると主張した。運動の結果、プロジェクトは停滞した。パリバルタンによる別のキャンペーンでは、公有地を格安で譲り受けた私立学校に対し、700人以上の貧しい子どもたちを無償で入学させるよう求める裁判所命令が下された。
ケジリワルは、アンナ・ハザレ、アルーナ・ロイといった他の社会活動家とともに、全国レベルの情報公開法（2005年に制定）のキャンペーンに重要な貢献をした人物として認識されるようになった。 2006年2月に職を辞し、同年末、パリバルタンとの関与を評価され、ラモン・マグサイサイ賞を受賞した。草の根でRTI運動を活性化し、ニューデリーの貧しい市民が汚職と戦う力を与えたことが評価された。
2012年までに、パリバルタンはほとんど活動を停止していた。運動が集中していたスンダル・ナグリでは、不規則な水の供給、信頼できない配給システム、不十分な公共事業に悩まされていた。ケジリワルは、パリバルタンの成功には限界があり、それによってもたらされた変化は長く続かなかったことを指摘した。

### 公共問題調査財団
2006年12月、ケジリワルはマニッシュ・シソディア、アビナンダン・セクリーとともに公共問題調査財団を設立し、ラモン・マグサイサイ賞の賞金を設立資金として寄付した。

### ジャン・ロクパル運動
2010 年、ケジリワルは中央警戒委員会（CVC）や中央捜査局（CBI）の機能不全について批判を展開し、公的オンブズマン（中央ではロクパル、州ではロカユクタ）の設置を提唱した。
2011 年、ケジリワルは、アンナ・ハザレやキラン・ベディを含む他の活動家数名に加わり、インド反汚職(IAC) グループを結成した。IACは、強力なオンブズマンを設置することを定めるジャン・ロクパル法案の制定を要求した。このキャンペーンは2011 年のインドの反汚職運動に発展した。このキャンペーンに応えるかたちで、政府の諮問機関である国家諮問委員会（NAC）は、ロクパル法案を起草した。しかし、NACの法案は、首相やその他の腐敗した役職者、司法当局に対して行動を起こすのに十分な権限がないとの理由で、ケジリワルや他の活動家らから批判された。活動家らはまた、ロクパルの選定手続き、透明性条項、およびロクパルが国民の苦情を受理することを認めないという提案を批判した。
抗議活動が続く中、政府はジャン・ロクパル法案を起草するための委員会を設立した。ケジリワルはこの委員会の市民社会代表メンバーの一人であった。しかし彼は、IAC活動家らは委員会内で不平等な立場にあり、政府の任命者らは彼らの勧告を無視し続けたと主張した。これに対し、政府は、活動家が抗議活動を通じて議員を脅迫することは許されないと主張した。ケジリワルは、民主的に選出された代表者が独裁者のように機能することは許されないと反論し、物議をかもしている問題について公開討論を行うよう求めた。
IACの活動家たちは抗議活動を激化し、アンナ・ハザレはハンガーストライキを組織した。ケジリワルと他の活動家らは、JPパークには行かないとの書面による約束をするという警察の命令に従わなかったとして逮捕された。ケジリワルはこれについて政府を攻撃し、人々を意のままに拘束したり釈放したりする警察権力について議論する必要があると述べた。2011 年 8 月、政府と活動家の間で和解が成立した。
ジャン・ロクパル運動は、オンブズマンが選挙で選ばれた議員に対して権限を持っているという理由で、一部の国民からも「非民主的」であると批判された。アルンダティ・ロイは、この運動は人民運動ではなく、インドの政策決定に影響を与えるために外国人が資金を提供したものだと主張した。彼女は、フォード財団がラモン・マグサイサイ賞のエマージェント・リーダーシップ部門に資金を提供し、ケジリワルのNGOカビールにも39万7000ドルを寄付したことを指摘した。ケジリワルとフォード財団はいずれも、寄付はRTIキャンペーンを支援するために行われたものであり、疑惑には根拠がないと述べた。なお、他のいくつかのインドの組織もフォード財団から助成金を受けていた。ケジリワルはまた、この運動が民族義勇団による与党議会に対する陰謀であった、あるいは上位カーストによるダリットに対する陰謀であったという主張を否定した。
2012年1月までに、政府は強力なジャン・ロクパル政策を実施するという約束を撤回し、その結果、ケジリワルとその仲間の活動家からの抗議活動が再び起きた。ただし、これらの抗議活動は、2011 年のものと比較して参加者数が減少していた。 2012年半ばまでに、ケジリワルはアンナ・ハザレに代わって抗議活動参加者の顔となった。2014年1月、ケジリワルはジャン・ロクパル法案が可決されなければ政府を辞任すると述べた。
2015年、デリーのアーム・アードミ党政権の第2期中に、ジャン・ロクパル法案が大統領の承認を待って議会を通過した。